# Domnall mac Áedo
Domnhall mac Áedo (tra il 570 e il 590 – 642), figlio di Áed mac Ainmuirech, fu re supremo  d'Irlanda dal 628 alla morte.
Apparteneva ai Cenél Conaill, clan degli Uí Néill del nord.

## Storia
Non si conosce la data di nascita di Domnhall e viene variamente collocata tra il 570 e il 590. Secondo la Vita di San Columba di Adomnán, Domnall mac Áedo incontrò Columba a Druim Cett mentre era ancora un ragazzo e il santo gli profetizzò un grande successo e una morte pacifica in età avanzata. 
Il fratello di Domnall, Máel Coba (morto nel 615), sarebbe stato re supremo d'Irlanda, come anche suo padre Áed, anche se in entrambi i casi si tratterebbe di tarde invenzioni basate sugli Annali dei Quattro Maestri e scritti simili. La lista dei sovrani supremi irlandesi che si trova nel Baile Chuinn Cétchathaigh (La follia di Conn delle Cento Battaglie), che viene datata a prima del 695, include Domnall. L'autore originario degli Annali dell'Ulster nominava appena 12 re d'Irlanda, partendo da Domnall (628–642) e finendo con Ruaidri mac Tairrdelbach Ua Conchobair (1166–1186).
Il primo riferimento a Domnall negli Annali dell'Ulster si trova nell'anno 628, in un resoconto della battaglia di Both, dove Domnall fu sconfitto dal sovrano supremo regnante, il suo lontano cugino Uí Néill, Suibne Menn mac Fiachnai dei Cenél nEógain. Poco dopo Suibne Menn fu ucciso da Congal Cáech, re Dál nAraidi degli Ulaid. Più tardi in quello stesso anno Domnall condusse il suo esercito in un raid nel  Leinster. Poco dopo gli annalisti parlano di Domnall come di re supremo.
Nel 629, gli annali parlano di battaglie a Fid Eóin e Dún Ceithirn. A Fid Eóin, Máel Caích mac Sgannail sconfisse l'esercito di Dál Riata, cliente dei Cenél Conaill: il re di Dál Riata, Connad Cerr, e due  nipoti di Áedán mac Gabráin furono uccisi. A Dún Ceithirn, Domnall sconfisse Congal Cáech e gli eserciti degli  Ulaid e dei Dál nAraidi. In addition to the defeat of the Ulaid, constant enemies of the Cenél Conaill, Domnall's hold on power can only have been helped by fighting amongst the other kindreds of the Uí Néill, war amongst Cenél nEógain reported in 630, and between Clann Cholmáin and the Síl nÁedo Sláine in 634–635.
Dopo altre guerre, nel 637 Domnall dovette affrontare un'altra sfida che veniva da Congal Cáech e gli Ulaid. A Congal si unì Domnall Brecc, re del Dál Riata, e i Cenél nEógain. Domnall fu aiutato dai Síl nÁedo Sláine. La vittoria nella battaglia di Mag Rath (Moira) fu decisiva per il re supremo, mentre Congal Cáech fu ucciso. Lo stesso giorno della battaglia di Mag Rath, quella di Sailtír (fuori Kintyre), combattuta tra la flotta di Domnall (guidata dal nipote di Conall, Cáel mac Máele Cobo) e quella dei Cenél nEógain e di Dál Riata, fu vinta dalle forze del sovrano supremo. 
Secondo gli Annali di Tigernach piazza la morte della moglie di Domnall, Duinseach, nel 641. Domnall morì alla fine di gennaio del 642, forse in conseguenza di una lunga malattia. Come re dei  Cenél Conaill gli succedette il nipote Cellach mac Máele Cobo. Domnall avrebbe avuto due figli: Óengus, padre di Loingsech, e Fergus Fanat, padre di Congal Cendmagair.